# Château de Varaždin
 (juillet 2023).
Si vous disposez d'ouvrages ou d'articles de référence ou si vous connaissez des sites web de qualité traitant du thème abordé ici, merci de compléter l'article en donnant les références utiles à sa vérifiabilité et en les liant à la section « Notes et références ».
Le château de Varaždin est un édifice du XVIe siècle situé dans le nord-ouest de la Croatie, près du centre de Varaždin.

## Histoire
Il a été mentionné pour la première fois en 1181 sous le nom de « Garestin » dans un document du roi hongrois-croate Béla III.
À l'origine, le château a été construit comme une forteresse de plaine au carrefour d'anciennes voies de circulation. Il est, au XVIe siècle, l'une des principales forteresses de défense contre l'avancée des Ottomans à l'intérieur de la frontière militaire historique. À cette époque, le château a été agrandi en une forteresse moderne avec des douves environnantes, des murs de terre et des bastions.
Au cours des décennies suivantes, le château a été reconstruit plusieurs fois. Les propriétaires étaient entre autres les comtes de Cilli, la famille Vitovec, Jean Corvin et les Ungnads. Fin du XVIe siècle, le château est entré en possession de la famille Erdődy et le resta jusqu'en 1925. Cette année-là, le château et le complexe de bâtiments environnants ont été expropriés par la ville de Varaždin.
Le musée de la ville y est installé depuis.

## Galerie

Plan du château de Varaždin.
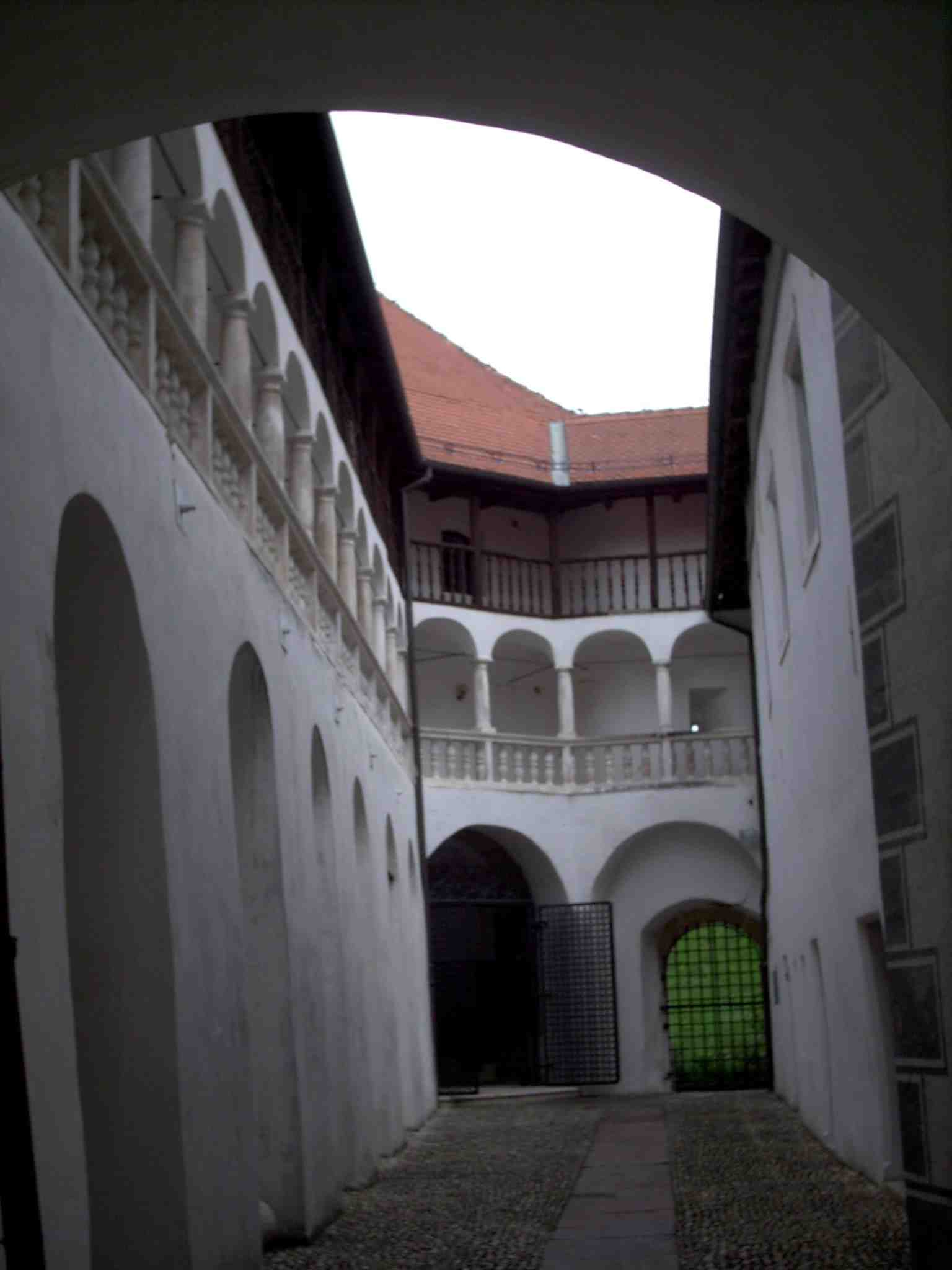
Château de Varaždin (vue intérieure).
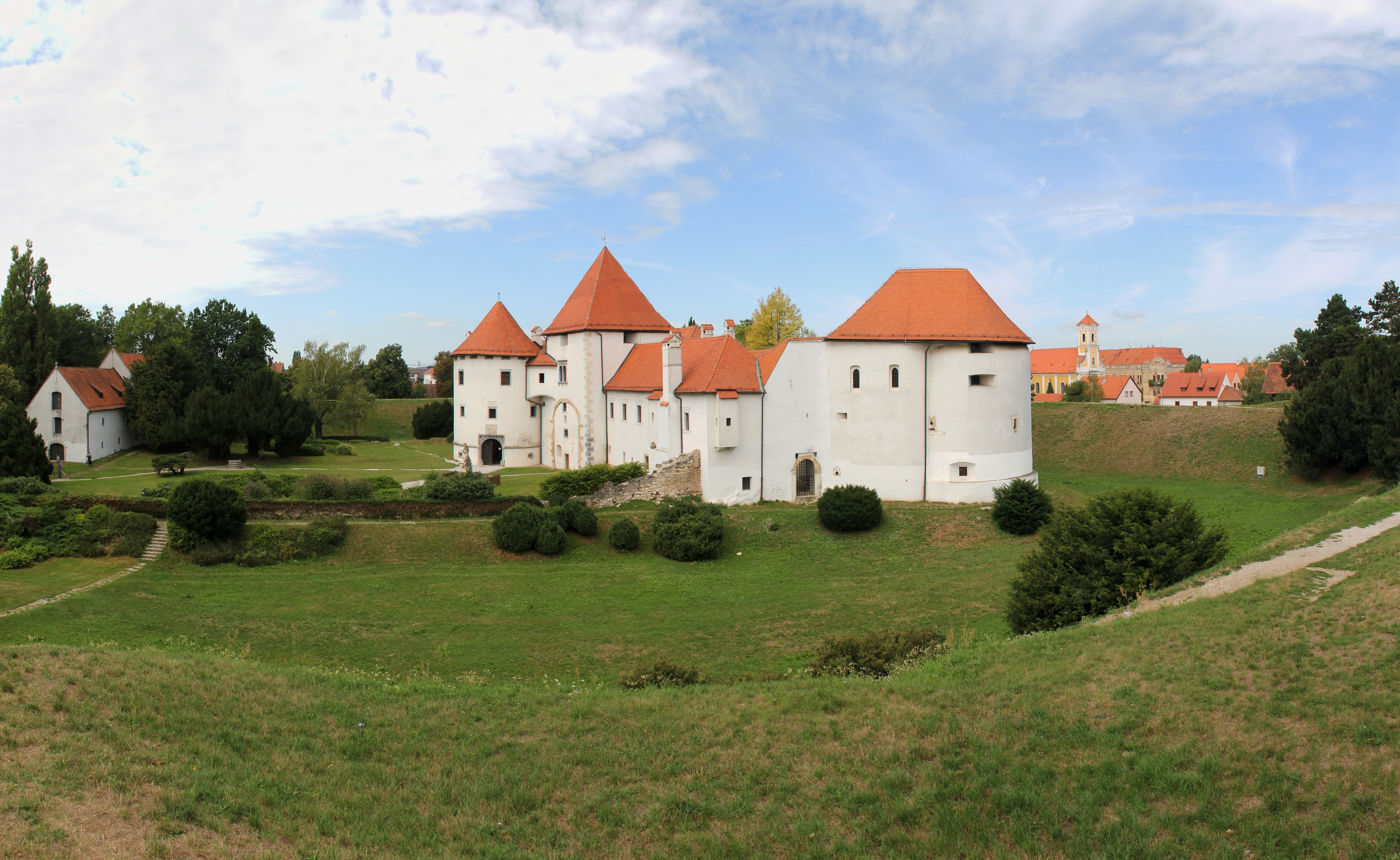
Château de Varaždin en 2012.